# Місія ОБСЄ в Хорватії
Місія ОБСЄ в Хорватії — це польова місія Організації з безпеки та співробітництва в Європі, яка діяла в Хорватії з липня 1996 року до грудня 2007 року. Місія стала провідною організацією з мирного врегулювання війни в Хорватії після виводу військ UNTAES зі Східної Славонії, Барані і Західного Срему.

## Історія
Передбачалося, що місія триватиме до 1999 і буде складатися з 280 міжнародних співробітників (включаючи 120 поліцейських спостерігачів) і 320 національних співробітників, які знаходились у двадцяти польових офісах і трьох регіональних координаційних центрах, а також у штаб-квартирі в Загребі. Перший мандат був прийнятий постійною радою ОБСЄ у квітні 1996 року та уповноважував місію такими правами: «надавати допомогу та експертні знання органам влади Хорватії на всіх рівнях, а також зацікавленим особам, групам і організаціям у сфері захисту прав людини і прав осіб, які належать до національних меншин. У цьому контексті та з метою сприяння примиренню, верховенству права та дотриманню найвищих міжнародно визнаних стандартів Місія також надаватиме допомогу та консультуватиме щодо повного впровадження законодавства та стежитиме за належним функціонуванням і розвитком демократичних інститутів, процесів і механізмів».  14 липня 1997 року Рада Безпеки ООН у резолюції 1120 закликала Уряд Хорватії повністю співпрацювати з місією ОБСЄ для повернення біженців і переміщених осіб та в питаннях захисту їхніх прав і захисту осіб, які належать до національних меншин.
Разом зі штаб-квартирою в Загребі місія також працювала з трьох координаційних штабів у Вуковарі, Книні і Сисаку та ще у 14 офісах на місцях. У Східній Славонії, Барані і в Західному Сремі місія працювала з Групою моніторингової поліції в 1998—2000 роках, але закрила її у вересні 2000 року через стабільну ситуацію з безпекою в Хорватії та в усьому Подунав'ї.
21 грудня 2007 року Постійна рада ОБСЄ ухвалила рішення про закриття місії ОБСЄ в Хорватії. 31 грудня 2007 року ОБСЄ покинула Хорватію, залишивши тільки один офіс представництва у Загребі. Але офіс було зачинено 17 січня 2012 року. Це пов'язано зі вступом Хорватії у НАТО у 2009 році та в ЄС у 2013 році.